# Трубач, Николай
Николай Михайлович Харьковец (укр. Микола Михайлович Харковець; род. 11 апреля 1970, Николаев), более известный как Николай Трубач — украинский и российский эстрадный певец, Заслуженный артист Украины.

## Биография
Николай Харьковец (Трубач) родился в селе Пересадовка Николаевской области Украинской ССР 11 апреля 1970 года. Мальчик рос послушным и покладистым, рано начал помогать родителям – работал в поле, играл на трубе на сельских мероприятиях.
Учился в общеобразовательной школе села Пересадовка (Николаевская область). Уже учась в школе, Николай играл на трубе в детском эстрадном оркестре под руководством Семёна Деньковича, а также со специального разрешения играл на свадьбах со старшими товарищами. Приобретённый таким образом опыт позволил ему в 1985 году поступить сразу на второй курс музыкального училища, которое он закончил по двум специальностям: дирижёр-хоровик и трубач.
В 1988—1990 годах проходил армейскую службу в морских частях погранвойск в Анапе. На второй год службы Николая Трубача взяли в военный оркестр. Незадолго до окончания службы он сделал и свои пробные записи.
В 1990 году произошло знакомство Трубача со студией «Диалог» и её руководителем Кимом Брейтбургом, а также с продюсером Евгением Фридляндом.
В июле 1997 года вышел первый альбом певца, уже взявшего тогда псевдоним Трубач, — «История». Туда вошли такие его песни, как «Пять минут», «Женская любовь» и «Научись играть на гитаре». Уже в следующем году презентован следующий альбом «Двадцать два», куда вошли все те же песни с добавлением пяти новых. В числе новинок в альбоме появилась песня «Голубая луна» (музыка — Ким Брейтбург, слова — Николай Трубач), которую Трубач вначале исполнял один.
Самый заметный всплеск популярности музыканта приходится на самый конец 1990-х годов, когда он записал дуэтом с Борисом Моисеевым сначала «Голубую луну», а затем ещё одну, специально написанную для них песню «Щелкунчик» (слова и музыка Кима Брейтбурга). В клипе, снятом к этой песне, Трубач не только поёт, но и играет на трубе отрывок из балета «Щелкунчик» (часть 20, па-де-де 1), также в этом клипе приняла участие группа «Премьер-министр».
В 1998 году Николай Трубач принял участие в записи альбома Валерия Меладзе «Самба белого мотылька» — он записал партию трубы в заглавной композиции (в альбоме указан под настоящей фамилией — Харьковец).
В 1999 году Трубач и Моисеев в юмористическом первоапрельском концерте «О. С. П.-студии» «ОСПесня 99» (пародия на «Песню года») исполнили песню «Деловая Москва» — юмористическую переделку на мотив «Голубой луны».
В 2000 году Трубач записал дуэт с Игорем Сарухановым — песню «Лодочка».
В 2002 году выпустил песню «Белым…», которую в одноимённом альбоме исполнил один, а позже исполнял дуэтом с Юлией Борзой.
В начале 2000-х годов Николай Трубач разорвал контракт с Евгением Фридляндом.
В 2007 году певец выпустил альбом «Я не жалею ни о чём».
В 2012 году певец выпустил альбом «Были и будем».
В 2015 году вокалист вместе с Любашей записал новую песню «Сними шубы», где не только пел, но и сыграл на трубе.
В 2020 году  принял участие в музыкальном телевизионном проекте «Суперстар! Возвращение» на телеканале «НТВ».
Уехал из России. Живёт с семьёй в Великобритании.

## Личная жизнь
Женат: супруга — Елена Виршубская. У супружеской пары две дочери: Александра и Виктория.

## Дискография
- 1997 — «История»
- 1998 — «Двадцать два»
- 2001 — «Адреналин»
- 2002 — «Белым…»
- 2003 — «Лучшие песни»
- 2007 — «Я не жалею ни о чём…»
- 2012 — «Были и будем»

## Фильмография
- 1998 — «Военно-полевой романс»
- 2016 — «Любовь и сакс»

## Клипы
- 1997 — «Женская любовь»
- 1997 — «Научись играть на гитаре»
- 1997 — «Пять минут»
- 1998 — «Голубая луна», совместно с Борисом Моисеевым
- 1999 — «Щелкунчик», совместно с Борисом Моисеевым
- 2000 — «Лодочка», совместно с Игорем Сарухановым
- 2000 — «Адреналин»
- 2001 — «Кристина»
- 2002 — «Я живу в раю», совместно с Александром Маршалом
- 2002 — «Белым»
- 2004 — «Какие мы люди», совместно с Егором Титовым
- 2005 — «Найди меня» (режиссёр Владимир Якименко). Песня на украинском языке «Знайди мене», совместно с Виктором Павликом и Анжеликой Рудницкой
- 2006 — «Разлюбившая» (режиссёр Гоша Таидзе). В клипе снялись Анатолий Журавлёв и Мария Шукшина
- 2011 — «Счастливый билет», совместно с Игорем Сарухановым
- 2015 — «Сними шубы», совместно с Любашей